# 길 (2006년 영화)
"길"은 2006년에 개봉한 대한민국의 영화이다.

## 캐스팅
- 배창호 : 태석 역
- 강기화 : 신영 역
- 정재은 : 귀옥 역
- 설원정 : 태석부인 역
- 권범택 : 득수 역
- 김학재 : 영달 역
- 김지예 : 진주댁 역
- 김영 : 이장 역
- 박정선 : 이발사 역
- 강선숙 : 버스아낙네 역
- 전상진 : 초소헌병 역
- 하태성 : 아코디언맨 역
- 김영인 : 진주집작부 역
- 강성해 : 농부 역
- 공미정 : 버스차장 역
- 정애화 : 여인숙주인 역
- 조은정 : 엿할머니 역
- 정임평 : 터미널매점아낙 역
- 정병호 : 약장수 역
- 김용운 : 식카리 역
- 이주환 : 식카리패 역
- 형남수 : 식카리패 역
- 김효섭 : 약사 역
- 박근영 : 신영친구 역
- 김규종 : 영식 역
- 김그네 : 혜정 역
- 안우진 : 어린 영식 역
- 이우훈 : 어린 영식 역
- 지기학 : 상여소리꾼 역 (우정출연)
- 백학기 : 초소경찰 역 (특별출연)